# Meliplebeia ogouensis
Meliplebeia ogouensis là một loài Hymenoptera trong họ Apidae. Loài này được Vachal mô tả khoa học năm 1903.